# Bunge (Familienname)
Bunge ist ein deutscher Familienname.

## Namensträger
- Albert Gustav Bunge (1893–1967), deutscher Emailkünstler und Maler
- Alejandro Bunge (Ökonom) (1880–1943), argentinischer Ökonom und Politiker
- Alejandro W. Bunge (* 1951), argentinischer Geistlicher und Kirchenrechtler
- Alexander von Bunge (Botaniker) (1803–1890), deutsch-russischer Arzt, Forschungsreisender und Botaniker
- Alexander von Bunge (Forschungsreisender, 1851) (1851–1930), deutsch-russischer Arzt, Forschungsreisender und Fossiliensammler
- Andrei Alexandrowitsch Bunge, russischer Zoologe und Permafrostforscher
- Bettina Bunge (* 1963), deutsche Tennisspielerin
- Charles Gottfried Bunge (1920–1964), deutscher Bildhauer, Emailkünstler und Maler
- Christian Gottlieb Bunge (1776–1857), deutsch-russischer Mediziner
- Claudia Bunge (* 1999), neuseeländische Fußballspielerin
- Delfina Bunge (1881–1952), argentinische Schriftstellerin und Dichterin
- Elisabeth Bunge-Wargau (1926–2005), deutsche Malerin und Emailkünstlerin
- Fred Bunge (1923–1960), deutscher Jazztrompeter
- Friedrich Georg von Bunge (Rechtshistoriker) (1802–1897), deutschbaltischer Rechtshistoriker
- Friedrich Georg von Bunge (Gouverneur) (1860–1922), russisch-baltischer Adliger, Gouverneur des Russischen Kaiserreichs auf Sachalin
- Gabriel Bunge (* 1940), orthodoxer Priestermönch, Theologe, Patristiker und Schema-Archimandrit
- Georg Friedrich Bunge (1722–1792), deutscher Apotheker
- Gustav von Bunge (1844–1920), deutsch-baltischer Physiologe
- Hanns Bunge (1898–1966), deutscher Politiker (NSDAP)
- Hans Bunge (Dramaturg) (Hans-Joachim Bunge; 1919–1990), deutscher Dramaturg, Regisseur und Autor
- Hans Bunge-Ottensen (1899–1983), deutscher Maler
- Hans-Joachim Bunge (1929–2004), deutscher Kristallograph
- Heinrich Bunge (1897–1968), deutscher Politiker (DP, NPD)
- Jens Bunge (* 1963), deutscher Jazzmusiker und Pfarrer
- Johann Philipp August Bunge (1774–1866), deutscher Architekt
- Kurt Bunge (Jurist), deutscher Jurist
- Kurt Bunge (Maler) (1911–1998), deutscher Künstler
- Mario Bunge (1919–2020), argentinischer Physiker und Wissenschaftsphilosoph
- Martina Bunge (1951–2022), deutsche Politikerin (SED, Linke)
- Nikolai Bunge (1823–1895), russischer Finanzminister und Rektor der Universität Kiew
- Nikolai Andrejewitsch Bunge (1842–1915), russischer Chemiker und Hochschullehrer
- Nikolai Nikolajewitsch Bunge (1885–1921), russischer Chemiker und Hochschullehrer
- Norbert Bunge (1941–2024), deutscher Filmemacher
- Paul Bunge (1839–1888), deutscher Feinmechaniker und Konstrukteur
- Richard Bunge (1870–1938), deutscher Chirurg
- Rudolf Bunge (1836–1907), deutscher Dichter und Dramatiker
- Sascha Bunge (* 1969), deutscher Theaterregisseur
- Silvia A. Bunge, US-amerikanische Psychologin und Neurowissenschaftlerin
- Wolf Bunge (* 1950), deutscher Theaterwissenschaftler, Regisseur, Dozent und Intendant